# Hymenolobium heringeranum
Hymenolobium heringeranum es una especie de planta floral del género Hymenolobium, tribu Dalbergieae, subfamilia, Faboideae.

## Distribución
Se distribuye por Brasil. Crece en el bioma tropical seco.

## Taxonomía
Fue descrita por Rizzini y publicada en Anais Acad. Brasil. Ci. 41: 242 (1969).